# Бингэм, Ричард
Сэр Ричард Бингэм (англ. Sir Richard Bingham; 1528 — 19 января 1599) — английский военный и флотоводец. Он служил при королеве Елизавете I Тюдор во время завоевания Ирландии Тюдорами и был назначен губернатором Коннахта.

## Ранняя жизнь и военная карьера
Родился в Дорсете в семье Ричарда Бингэма и его жены Элис, он был старшим из трёх братьев. Мало что известно о его ранней жизни, но он начал военную карьеру ещё до того, как ему исполнилось двадцать, несмотря на свой маленький рост. Он участвовал в шотландской экспедиции протектора Сомерсета в 1547 году. Десять лет спустя он служил вместе с испанцами против французов в битве при Сен-Кантене (1557). В октябре следующего, 1558 года, он принял участие в морской экспедиции на западные острова Шотландии.
В четвёртой турецко-венецианской войне Ричард Бингэм сражался под командованием Хуана Австрийского на стороне испанцев и венецианцев. Во время этой кампании он участвовал в усилиях по спасению острова Кипр, а также в решающем морском сражении при Лепанто 7 октября 1571 года. Следующие два года он провёл в Нидерландах, передавая разведданные главному секретарю королевы Уильяму Сесилу, лорду Бёрли. В 1576 году Ричард попытался вести мирные переговоры с доном Хуаном Австрийским от имени Генеральных штатов и, когда переговоры потерпели неудачу, доблестно сражался на стороне голландцев в битве при Рейменаме. В том же 1578 году королева Елизавета пожаловала ему ренту в размере 50 марок в знак признания его военных и дипломатических заслуг.

## Морские экспедиции
В 1579 году Ричард Бингэм был послан в Ирландию, чтобы помочь в подавлении Второго восстания графа Десмонда. В сентябре следующего года он служил капитаном «Swiftsure» под командованием адмирала Уильяма Уинтера и в ходе этой экспедиции принял участие в резне сотен итальянских и испанских солдат, сдавшихся англичанам, о чём сообщил другому секретарю королевы, Фрэнсису Уолсингему.
В сентябре 1583 года Ричарду Бингэму было поручено задерживать пиратов в проливе; королева велела лорду Бёрли поручить ему арестовать голландские корабли за долги, причитающиеся ей, под предлогом поиска пиратов.

## Губернатор Коннахта
В 1584 году Ричард Бингэм был назначен губернатором ирландской провинции Коннахт, должность, которая привела его к большим разногласиям на протяжении всей его карьеры. Его братья Джордж и Джон были помощниками комиссара, а сам он был посвящён в рыцари лордом-наместником Ирландии Джоном Перротом в Дублинском замке 12 июля 1584 года. К 1586 году в Коннахте вспыхнуло всеобщее восстание. В Голуэе в начале года Ричард Бингэм председательствовал в суде, где было вынесено более 70 смертных приговоров за измену короне. Позже в том же году он взял замок Клуноан в графстве Клэр после семидневной осады и приказал застрелить владельца О’Брайена, а гарнизон предать мечу.
Главными агитаторами восстания в Коннахте был клан Макуильяма Берка из графства Мейо. Ричард Бингэм вступил на их территорию в марте, взяв Каслхэг в Лох-Маске и согласился вывести свои войска только в том случае, если местные мужчины будут преследовать мятежников. Затем наместник Джон Перрот предоставил повстанцам трёхмесячную защиту в обмен на обещания и постановил, что титул Мак-Уильяма должен быть отменён. В июле Берки снова восстали с ещё большим количеством сторонников и послали людей в Ольстер, чтобы вступить в бой с шотландцами. В провокационном движении Джон Перрот узурпировал власть Ричарда Бингэма, запретив ему двигаться против них, и число мятежников удвоилось до 800. Бингэм собрал свою армию в Баллинробе в середине июля и к концу месяца мятежные Берки были готовы подчиниться на предложенных им условиях.
Расходы на восстание покрывались конфискацией скота и штрафами. Ричард Бингэм конфисковал часть имущества Берков, предоставив своему брату Джону замок Каслбарри близ Каслбара, принадлежавший Эдмунду Берку, 80-летнему вождю, который был повешен после осуждения за измену в августе 1586 года, будучи перенесён на виселицу на носилках. Джон Перрот хотел немедленного мира, но Ричард Бингэм настаивал на хороших обещаниях, подозревая, что мятежники выигрывают время, чтобы собрать урожай. К 26 августа был заключён мир со всеми мятежниками Коннахта.
Ричарду Бингэму всё ещё приходилось иметь дело с вторжением 3-тысячного шотландского войска, которое переправилось через реку Эрн из Ольстера. Он наблюдал за ними в горах и лесах и спустился на них в Арднари в полдень 23 сентября, когда они думали, что он далеко. Шотландцы выстроились в боевой порядок, но Бингэм, несмотря на то, что у него было мало лошадей, атаковал и разбил их войска. Шотландцы бежали к реке, и все — включая женщин и детей — были убиты или утонули, за исключением 80 человек. Те, кому удалось спастись, а также шотландские всадники были убиты местными жителями в Тираули. Брат Бингэма Джон отличился в этом разгроме.
Тем временем ирландский лорд-наместник Джон Перрот снова попытался посягнуть на власть Ричарда Бингэма, вопреки рекомендациям своего совета в Дублине. Он привё свои войска в графство Голуэй, чтобы собрать доказательства по обвинению, выдвинутому против Бингэма сторонником повстанцев, но никто не пришёл, чтобы дать показания. Джон Перрот покинул провинцию в октябре, и было сделано обращение к Фрэнсису Уолсингему с просьбой о посредничестве.
В ноябре были поданы официальные жалобы на Ричарда Бингэма за то, что он спровоцировал восстание, но 43 представителя графства Мейо подписали декларацию о том, что причиной восстания стало исчезновение титула Мак-Уильяма и увеличением поборов. Обвинения против Бингэма, выдвинутые перед Дублинским советом, были отклонены как злонамеренные в феврале 1587 года.
В конце первого срока службы Ричарда Бингэма в Коннахте утверждалось, что эта провинция настолько процветает, что производит зерно для других провинций и даже привлекает поселенцев из Пейла, и что даже за эту композицию платят деньгами. К тому времени губернатор стал мириться с составом, несмотря на все его недостатки, как с целесообразным средством управления после того, как септы были сокращены и брегонский закон отменен.

## Нидерланды и возвращение в Ирландию
В июле 1587 года Ричард Бингэм покинул Ирландию и отправился на службу в Нидерланды, надеясь принять командование английской экспедиционной армией в конце года после отзыва графа Лестера. В сентябре его место в Ирландии занял его брат Джордж Бингэм. В 1588 году Ричард Бингэм вёл переписку с лордом Бёрли по вопросу о защите королевства от испанцев. В январе того же года он женился в первый раз.
Позднее, в 1588 году, Бингэм вернулся на пост губернатора Коннахта и в мае прибыл в Атлон. Он вступил в спор о наследстве покойного Доннелла О’Коннора Слайго, вождя клана Конхобхайр Слайго, который умер в конце 1587 года, оставив стратегическое поместье Слайго сомнительному наследнику (замок был зарезервирован для короны, чтобы командовать западным подходом в Ольстер). Уполномоченные, назначенные Джоном Перротом, нашли предполагаемого наследника, и Ричард Бингэм был вынужден передать опеку над поместьем, выдвинув при этом возражение: при дальнейшем расследовании наследник был признан незаконнорожденным. Этот вывод был подтверждён, и последующее предоставление земли было произведено в соответствии с рекомендацией Бингэма.

## Испанская армада и возобновленное восстания
В сентябре 1588 года, узнав о бегстве Испанской Армады в Северное море, Ричард Бингэм приказал, чтобы все испанские беженцы, высадившиеся на побережье Коннахта, были доставлены в Голуэй и там преданы смерти. В течение следующего месяца многие суда потерпели крушение, и из тех, кто выжил на берегу, по его подсчетам, 1000 человек были преданы смерти под его руководством. Его брат Джордж Бингэм, шериф графства Слайго, также убил многих выживших испанцев. Ричард Бингэм предложил оставить в живых 50 пленников, но новый лорд-наместник Ирландии Уильям Фицуильям приказал ему предать их всех смерти; позже другие выжившие попали под его опеку, и он отдал их под опеку судебных приставов. Несколько лет спустя, в январе 1592 года, Бингэм уговорил нескольких испанцев приехать от Берков под охраной и отправил их в Дублин для возвращения домой, но они были заключены там в тюрьму против его воли.
В сентябре Ричард Бингэм выступил с небольшим отрядом к замкам Дуна и Торран, получив разведданные о том, что сотни выживших под командованием дона Алонсо де Лейвы покинули эти крепости и направились в Донамону, чтобы перехватить ещё одну высадку из 500 человек. Тем, кто подозревался в пособничестве испанцам, было назначено наказание. К концу сентября немногие ирландские лорды отказались помогать уцелевшим, но присутствие испанцев вызвало волнения среди нескольких кланов. В марте 1589 года в открытое восстание вступили претендент на титул Мак-Уильяма — слепой аббат из клана Берк — и другие западные кланы. Ирландский лорд-наместник Уильям Фицуильям вмешался и опустошил графства Мейо, Слайго и часть Роскоммона, приказав Бингэму вывести свои войска из Мейо, чтобы не мешать умиротворению.
Была создана комиссия по установлению мира во главе с Бингэмом, которая заседала в Голуэе в апреле, но большинство мятежников остались в стороне. Затем сэр Брайан О’Рурк совершил большой набег на крупный рогатый скот в Слайго, в то время как Берки предприняли аналогичные действия на юго-западе, за границей графства Мейо. Последним требованием мятежников был вывод Ричарда Бингэма из Коннахта, установка Мак-Уильяма и удаление шерифов из Мейо. В провинции царил хаос, а власти по-прежнему не могли решить, как лучше поступить. Одна фракция в Тайном Совете Ирландии объяснила провал переговоров желанием некоторых членов комиссии по установлению мира обвинить Ричарда Бингэма в мятеже.
Бингэм проводил свою политику в военных условиях, прочесывая графства Майо и Роскоммон со своими войсками, пока мятежники не сдались и О’Рурк не был отброшен на север, в Ольстер. В Конге он получил приказ от Уильяма Фицуильяма прекратить войну и распустить часть вновь собранных сил, и была назначена новая комиссия по установлению мира, которая должна была вести переговоры до прибытия Фицуильяма. Лорд-наместник Ирландии решил возложить вину на Ричарда Бингэма, и мятежники восстали, когда Фицуильям приказал губернатору оставаться в Атлоне. Фицуильям отправился в Голуэй с 350 пехотинцами и 120 всадниками, чтобы получить официальные представления мятежников, и две книги жалоб были поданы ими против Бингэма. Жалобы были направлены лордом-наместником в Англию, и, прежде чем покинуть провинцию, он запретил Бингэму применять военное положение и лишил его права проводить заседания суда присяжных до тех пор, пока сам Фицуильям не завершит своё путешествие по провинции.
Коннахт оставался нестабильным, и О’Рурк снова вступил в бой, атаковав шерифа Слайго в горах Керлью. Неприятности распространились по всему северу, несмотря на присутствие лорда-наместника, и недееспособность губернатора стала стратегической проблемой для правительства в Лондоне. Фрэнсис Уолсингем написал письмо в поддержку Бингэма, и Тайный Совет в Лондоне распорядился, чтобы лорд-наместник и совет в Дублине продолжался на основании жалобных книг. Уильям Фицуильям принялся собирать улики против Бингэма, но важных показаний отсутствующих мятежников не хватало.
В начале октября слепой аббат был провозглашен Мак-Уильямом, и королева Елизавета приказала Уильяму Фицуильяму помогать Бингэму в ликвидации ирландского племенного титула. Но поддержка Англии не могла помешать тому, чтобы обвинения против Бингэма были зачитаны перед советом в начале ноября. Свидетелей против него не было (хотя ходили слухи, что они слишком боятся ехать в Дублин); его собственные свидетели подверглись допросу 28-го числа. Его полное оправдание было объявлено 5 декабря.
Ричард Бингэм вернулся в Коннахт, где лорд-наместник собрал свои войска в Голуэе с предложением мятежникам сдаться к 12 января 1590 года. Ирландские повстанцы отказались. После этого Бингэму была предоставлена полная свобода действий, и он немедленно отправился в Конг вместе с Донохом О’Брайеном, 4-м графом Томондом, и Уликом Берком, 3-м графом Кланрикардом. Мятежники преследовали их, когда они вошли в Тираули, но на следующий день слепой аббат был ранен, когда гнался за одним из кернов Томонда — когда он догнал свою жертву верхом, керн развернулся и ударил его мечом, едва не отрубив ногу выше лодыжки.
Войска короны продвигались по стране, сжигая посевы и деревни, а ирландские мятежники отступили со своим скотом к горам Эрриса, где вскоре потребовали мира. Ричард Бингэм находился в Роскоммоне, когда Берки и Кландоннелл приняли его условия, включавшие обвинения в войнах 1586 и 1589 годов. Затем он двинулся против О’Рурка, который вторгся в Слайго в марте, хотя болезнь помешала ему выйти на поле боя, и его брат Джордж принял командование. В течение месяца О’Рурк бежал в Ольстер со своими сыновьями, и кланы Литрима подчинились ему.

## Конец влияния Джона Перрота
В 1592 году Джон Перрот, который в то время был членом Тайного совета в Лондоне со специальным поручением консультировать по ирландским делам, официально пожаловался королеве на Ричарда Бингэма за его суровость и неподчинение. Но Перрот запутался в обвинениях, выдвинутых против него священником, заключённым в тюрьму в Дублине, и расследование расширилось, включив в него дела бывшего лорда-наместника с мятежником О’Рурком. К Бингэму обратились за помощью в возбуждении дела против Перрота, но, как ни странно, его показания были весьма ограничены. Тем не менее Джон Перрот был осуждён за измену и умер в лондонском Тауэре (Елизавета I отказалась отдать приказ о его смерти), в то время как О’Рурк был экстрадирован из Шотландии в Лондон, после чего его мятежные последователи пришли к Бингэму, который впоследствии сопротивлялся предложениям о том, чтобы их арестовали. Он также ясно дал понять, что только личные владения О’Рурка будут подлежать захвату, хотя английская корона ожидала гораздо большей части территории клана мятежников в графстве Литрим.
В июне 1592 года фракция Берков снова подняла восстание, и в рамках последующих условий мира Бингэм заставил их давать обещания за каждый сентябрь, наложил штраф в размере 2000 марок и заставил их нести убытки от войны с 1588 года. Коннахт был спокоен до мая 1593 года, когда Хью Магуайр и сын покойного мятежника Брайан О’Рурк совершили набег на Слайго после того, как брат Ричарда Бингэма Джордж забрал домашний скот последнего вместо арендной платы. В июне они понесли тяжёлые потери во время налёта на Роскоммон в компании Фиаха Макхью О’Бирна, который привёл войска из Лейнстера. В сентябре Хью Роэ О’Доннел послал небольшой отряд, чтобы поднять восстание в графстве Мейо, а в ответ Ричард Бингэм послал людей против Магуайра, и восстание потерпело неудачу, когда люди Тираули напали на мятежников.

## Северные восстания
В январе 1594 года отряд армии Генри Багенала с двумя ротами, посланный Бингэмом под командованием его двоюродного брата, капитана Джорджа Бингэма, осадил Эннискиллен. Внешняя стена обороны замка была проломлена, и защитники заперлись внутри. Были сделаны приготовления к обстрелу ворот, но защитники добивались переговоров, которые были удовлетворены, и замок был сдан: 150 человек были преданы мечу. В это время Бингэм находился в Атлоне и не мог поехать в Дублин из-за болезни, которая мешала ему ездить верхом. В августе замок должен был занять лорд-наместник, а в мае следующего года его занял О’Доннелл.
В сентябре 1594 года младшие О’Рурк и О’Доннелл снова атаковали Слайго и были отброшены с потерями. В марте следующего года Бингэм выгнал О’Доннелла из Роскоммона, но тот вернулся в апреле, и Бингэм мог только отвлечь его в Лонгфорд, ища английских солдат, чтобы пополнить сбор. В июне его двоюродный брат Джордж был убит его прапорщиком Уликом Берком (двоюродным братом графа Кланрикарда), который вступил в сговор с гарнизоном замка Слайго; затем замок был сдан О’Доннелу. Бингэм запросил у лорда-наместника 6 рот и 50 лошадей, чтобы отвоевать Слайго и Баллишаннон, но мало кого можно было спасти от кампании против Хью О’Нила, графа Тайрона, главного мятежника того времени.
У Бингэма оставалось мало ресурсов, чтобы противостоять власти Хью Роэ О’Доннела в Северном Коннахте, и тогда новый лорд-наместник Уильям Рассел прибыл в Голуэй, чтобы рассмотреть дальнейшие обвинения против губернатора Коннахта. В ходе попытки умиротворения мятежников Хью Роэ О’Доннелл в апреле 1596 года покорился Джону Норрейсу и Джеффри Фентону, которые приехали в Коннахт, чтобы заключить мир. В сентябре комиссары вывели свои войска, а в следующем году новые силы под командованием Коньерса Клиффорда были размещены на севере провинции, что вынудило подчиниться все кланы Майо во время широко распространенного голода в их области.
Тем временем Тайный Совет организовал в Дублине судебный процесс по последним обвинениям против Бингэма, который жаловался на пристрастность Фентона и Норрейса. Прибытие нового лорда-наместника, Томаса Бурга, лорда Бурга, в мае 1596 года, казалось, обещало справедливое судебное разбирательство, но таковы были сдвиги и обманы в подготовительных процедурах, что Бингэм подал прошение Тайному совету о судебном разбирательстве перед полным Дублинским советом или в Англии. В сентябре, опасаясь покушения, Ричард Бингэм бежал без разрешения в Англию, чтобы обратиться за правосудием, и был отправлен во флот. Он послал прошение лорду Бёрли за его освобождение, которое было предоставлено в ноябре в связи с его болезнью, хотя он действительно страдал от отстранения от должности.
В конце концов Ричарду Бингэму было приказано вернуться в Ирландию, чтобы предстать перед советом, и он отправился в обратный путь в компании Коньерса Клиффорда, но вынужден был остановиться в Честере из-за дальнейшего ухудшения здоровья. В январе 1597 года, после того как его корабль был отброшен обратно в Бомарис, Бингэм отказался от посещения Дублина — опять же из-за плохого самочувствия, которое продолжалось до лета, когда он также жаловался на расходы на содержание родственников в Дублине.
В 1598 году, когда стало ясно, что восстание графа Тирона выходит из-под контроля, знания Бингэма об ирландских делах Внезапно стали считаться непревзойденными в Англии. По предложению сэра Роберта Сесила, чтобы граф Эссекс принял командование в Ирландии, Фрэнсис Бэкон призвал Эссекса прислушаться к совету ветерана-губернатора Коннахта. После значительного поражения войск короны в битве у Жёлтого брода при королевском дворе между партиями Сесила и Эссекса разгорелась фракционная борьба из-за ирландского назначения, подогреваемая ожиданием значительной испанской интервенции либо в Англии, либо в Ирландии. Положение стало отчаянным, и Ричард Бингэм получил назначение маршалом Ирландии и генералом Лейнстера. Он покинул Англию во главе 5000 солдат, но, прибыв в Дублин, скончался.

## Наследие
Ричард Бингэм женился на Саре Хейхэм (ок.1565 — ок. 1634) из Суффолка в январе 1588 года, но не оставил мужского потомства. Его племянник, сэр Генри Бингэм, 1-й баронет, сын Джорджа, унаследовал его поместье. В его честь в Вестминстерском аббатстве был воздвигнут кенотаф.
В 1599 году графу Эссексу было поручено возглавить английскую армию в Ирландию, но военная экспедиция в основном провалилась, и только в 1601 году англичане одержали верх, победив в битве при Кинсейле, которая привела к покорению графа Тирона после смерти королевы Елизаветы Тюдор в 1603 году.
Репутация Бингэма пострадала из-за жестокости его правления в Коннахте, и он стал олицетворением жестокого правителя, властвующего над ирландцами, не считаясь ни с правосудием, ни с милосердием. Его апологеты настаивают на том, что всё, что он делал во время своего пребывания в этой провинции, соответствовало букве его полномочий.